# Občice
Občice – wieś w Słowenii, w gminie Dolenjske Toplice. W 2018 roku liczyła 63 mieszkańców.